# Portland Timbers (1975)
Portland Timbers was een Amerikaanse voetbalclub uit Portland, Oregon die bestond van 1975 tot 1982.

## Erelijst
- Soccer Bowl

Finalist: 1975 (1x)

## Geschiedenis
De club werd opgericht in januari 1975 om te spelen in de North American Soccer League, de toenmalige hoogste voetbalcompetitie in de Verenigde Staten. In het eerste seizoen werd de club regionale kampioen en plaatste zich zo voor de play-offs en won tegen de Seattle Sounders en de St. Louis Stars en plaatste zich zo voor de finale. Daar verloor de club met 2-0 van Tampa Bay Rowdies.
De volgende twee seizoenen miste de club de play-offs, maar plaatste zich daarna weer en bereikte de halve finale, die het verloor van New York Cosmos. In 1982 werd het team opgeheven omdat de salarissen van de spelers hoger waren dan de inkomsten. Het team is wel de grondlegger van het voetbal in Portland en later speelden nog drie teams onder dezelfde naam in de competitie.

### Seizoen per seizoen
| Jaar    | League      | W              | V              | Pts            | Seizoen                                    | Playoffs                                     | Gem. toeschouwers |
| ------- | ----------- | -------------- | -------------- | -------------- | ------------------------------------------ | -------------------------------------------- | ----------------- |
| 1975    | NASL        | 16             | 6              | 138            | 1ste, Pacific Division                     | Verloor Soccer Bowl '75 tegen (Tampa Bay)    | 14.503            |
| 1976    | NASL        | 8              | 16             | 71             | 4de, Pacific Conference, Western Division  | Niet gekwalificeerd                          | 17.429            |
| 1977    | NASL        | 10             | 16             | 98             | 4de, Pacific Conference, Western Division  | Niet gekwalificeerd                          | 13.216            |
| 1978    | NASL        | 20             | 10             | 167            | 2de, National Conference, Western Division | Verloor Conference Championship van (Cosmos) | 11.803            |
| 1979    | NASL        | 11             | 19             | 122            | 4de, National Conference, Western Division | Niet gekwalificeerd                          | 11.172            |
| 1979/80 | NASL Indoor | Niet meegedaan | Niet meegedaan | Niet meegedaan | Niet meegedaan                             | Niet meegedaan                               | Niet meegedaan    |
| 1980    | NASL        | 15             | 17             | 133            | 4de, National Conference, Western Division | Niet gekwalificeerd                          | 10.210            |
| 1980/81 | NASL Indoor | 10             | 8              |                | 2de, Western Division                      | Verloor in eerste ronde van (Chicago)        | 5.229             |
| 1981    | NASL        | 17             | 15             | 141            | 3de, Northwest                             | Verloor in eerste ronde van (San Diego)      | 10.516            |
| 1981/82 | NASL Indoor | 7              | 11             |                | 2de, National Conference, West Division    | Niet gekwalificeerd                          | 5,073             |
| 1982    | NASL        | 14             | 18             | 122            | 4de, Western Division                      | Niet gekwalificeerd                          | 8.786             |